# Comitato interministeriale per la programmazione economica e lo sviluppo sostenibile
Il Comitato interministeriale per la programmazione economica e lo sviluppo sostenibile (CIPESS), fino al 31 dicembre 2020 Comitato interministeriale per la programmazione economica (CIPE) è un organismo statale italiano.

## Storia
Fu istituito come CIPE con legge 27 febbraio 1967, n. 48, art.16. Nel 1977 fu costituito nell'ambito del CIPE il Comitato interministeriale per la politica economica estera, poi soppresso nel 1993.
Dal 1º gennaio 2021 il CIPE cambia nome in Comitato Interministeriale per la programmazione economica e lo sviluppo sostenibile (CIPESS).

## Composizione
Il Comitato è presieduto dal Presidente del consiglio dei ministri ed è costituito in via permanente dal ministro dell'economia e delle finanze, che ne è vicepresidente, e dai ministri degli affari esteri, dello sviluppo economico, delle politiche agricole alimentari e forestali, delle infrastrutture e dei trasporti, del lavoro e delle politiche sociali e dell'ambiente.
Alcuni membri tecnici esterni alla compagine ministeriale come, per esempio, il presidente dell'ISTAT, il Governatore della Banca d'Italia e il segretario della Programmazione possono partecipare alle sue riunioni, ma non possono esprimere con voto il loro parere.

## Attività
Gli schemi dei provvedimenti e degli altri atti di competenza del Comitato sono esaminati in una riunione preparatoria (cosiddetta pre CIPE) alla quale partecipano il Segretario del CIPE, che la presiede, e i Sottosegretari di Stato delle Amministrazioni interessate. Alla riunione preparatoria possono partecipare, inoltre, il Presidente della Conferenza dei Presidenti delle Regioni e delle Province Autonome, ove siano in esame questioni di interesse generale per le Regioni, e il Ragioniere Generale dello Stato, o un suo delegato.
Da ciò si può evincere l'importanza dell'organismo nella vita dello Stato italiano, anche nel confronto con la politica internazionale e comunitaria, infatti nello stesso momento dell'istituzione dell'organismo si è affermato che:
Nel corso degli anni successivi alla fondazione, oltre alle modifiche intervenute nei vari ministeri partecipanti al comitato, cambiati sia nelle denominazioni che nelle attribuzioni dei poteri, sono state emanate ulteriori leggi a completamento dello statuto originale del CIPE, modificando di fatto alcune particolari attribuzioni iniziali, allargando la sua sfera d'azione in merito agli studi di settore e rimandando ad altre autorità, anche Regionali, alcune delle sue incombenze di carattere fiscale ed economico.
Attualmente la segreteria del CIPE opera all'interno della Presidenza del Consiglio dei ministri, nel dipartimento per la programmazione e il coordinamento della politica economica. Il Dipartimento per la programmazione e il coordinamento della politica economica è la struttura di supporto che svolge le attività di:
- segreteria del Comitato interministeriale per la programmazione economica (CIPE), che comprende lo svolgimento di compiti operativi, di amministrazione, di coordinamento e di supporto per il CIPE e per le Commissioni e i Comitati che operano in tale ambito, effettuando a tal fine attività di raccordo con le altre Amministrazioni;
- regolazione dei servizi di pubblica utilità non regolamentati da una specifica autorità di settore; coordinamento e monitoraggio degli investimenti pubblici; gestione e cura dei rapporti istituzionali;
- analisi e valutazioni in materia di andamenti micro-economici, macro-economici e relativi interventi di politica economica e finanziaria, a livello nazionale, comunitario e internazionale; monitoraggio degli sviluppi economici correnti e prospettici del Paese nonché di specifici settori produttivi e mercati.

Il Dipartimento si articola in tre uffici:
1. Ufficio centrale di segreteria del CIPE
2. Ufficio per la regolazione dei servizi di pubblica utilità e per il coordinamento e il monitoraggio degli investimenti pubblici
3. Ufficio per l'analisi e il coordinamento della politica economica

Operano inoltre al servizio del Dipartimento le seguenti strutture:
- Nucleo di consulenza per l'attuazione delle linee guida per la regolazione dei servizi di pubblica utilità (NARS),
- Segreteria tecnica della cabina di regia nazionale,
- Unità tecnica finanza di progetto (UTFP).

Il CIPE ha sede presso la Presidenza del Consiglio dei ministri.

## Riferimenti normativi
- Artt. 1 e 2 della Legge 23 dicembre 1996, n. 662 - Misure di razionalizzazione della finanza pubblica.
- Legge 27 febbraio 1967, n. 48 - Attribuzioni e ordinamento del Ministero del bilancio e della programmazione economica e istituzione del Comitato dei Ministri per la programmazione economica.
- Decreto legislativo 5 dicembre 1997, n. 430 - Unificazione dei Ministeri del tesoro e del bilancio e della programmazione economica e riordino delle competenze del CIPE, a norma dell'articolo 7 della legge 3 aprile 1997, n. 94.
- Art. 1-bis del Decreto-Legge 14 ottobre 2019, n. 111 - Misure urgenti per il rispetto degli obblighi previsti dalla direttiva 2008/50/CE sulla qualità dell'aria e proroga del termine di cui all'articolo 48, commi 11 e 13, del decreto-legge 17 ottobre 2016, n. 189, convertito, con modificazioni, dalla legge 15 dicembre 2016, n. 229